# Trafoia gemina
Trafoia gemina là một loài ruồi trong họ Tachinidae.